# جيفري مور
جيفري مور (بالإنجليزية: Jeffrey Moore)‏ (1952، مونتريال في كندا)؛ مترجم وروائي كندي.